# Antonín Bartoň
Antonín Bartoň est un ancien fondeur et spécialiste tchèque du combiné nordique né en 1908 et mort en 1982.
Il remporte deux médailles d’argent aux championnats du monde de ski nordique 1933 à Innsbruck en combiné nordique ainsi qu'en relais de ski de fond. En mai 1935, il se blesse gravement et il doit arrêter sa carrière sportive. Ensuite, il se consacre pleinement à la fabrication de ski.

## Biographie

### Famille et enfance
Antonín Bartoň est le fils d'Antonín Bartoň. Celui-ci est menuisier mais il est également l'un des pionniers du ski tchécoslovaque, en particulier dans la région des Monts des Géants avec Jan Buchar (cs), Josef et Oldřich Ďoubalík et Josef Rössler-Ořovský (cs). Sur des skis de sa propre production, il prend la deuxième place de la course de 50 km au championnat de Tchèque en 1905, la troisième place au 10 km en 1906 et enfin troisième du 10 km et du saut à ski en 1907. Plus tard, il entraîne des athlètes comme Karel Koldovský (en) et il est également fabricant de skis,.

### Carrière sportive
Antonín Bartoň s'entraîne avec son père dès ses quatorze ans. Il s'entraîne le matin et le soir après sa journée de travail. En 1930, il prend le bronze dans la patrouille militaire avec Otakar Německý, Josef Tryzna et Willy Möhwald (en).
En 1932, Antonín Bartoň est le porte-drapeau de la délégation tchécoslovaque lors des Jeux olympiques. Il se dispute plusieurs courses et sa meilleure place est la sixième en combiné nordique. L'hiver suivant, il prend deux médailles d'argent aux championnats du monde de ski nordique 1933 en combiné nordique et en relais de ski de fond.
Lors de l'hiver 1934-1935, il termine 2e en saut à ski d'une compétition internationale à Planica. En mai 1935, il part à quelques kilomètres de chez lui à Stromkovice (cs) acheter du bois. Sur le chemin, il se rend compte que les freins du vélo ne fonctionne plus dans une grande descente. Il chute à vive allure dans un champ et il percute un arbre. Il se casse une jambe et il a également plusieurs autres fractures. Il est opéré quelques jours plus tard et il est alité quelques mois. Cette blessure signe la fin de sa carrière sportive et il manque les Jeux olympiques d'hiver de 1936 où il était un des favoris du combiné nordique.

### Carrière professionnelle
Dès son adolescence, il travaille avec son père à la confection de ski. Les skis sont en bois et entièrement travailler à la main. En 1928, la famille achète sa première scie. En 1933, ils achètent leur première fraise. Antonín Bartoň Senior tombe malade en 1943 et Antonín Bartoň Junior reprend la production familiale avec deux ouvriers. Pendant la Seconde guerre mondiale, une partie de la production sert la Résistance. À partir des années 1950, il rencontre des problèmes avec les institutions tchécoslovaques qui souhaitent voir sa fabriquer fermer .

## Résultats

### Championnats du monde

#### Médailles
- Championnats du monde de ski nordique 1933 à Innsbruck
  -  Médaille d'argent en combiné nordique.
  -  Médaille d'argent en relais 4 × 10 km en ski de fond.

#### Résultats complets
| Épreuve / Édition    | Épreuve / Édition    | Zakopane 1929 | Oslo 1930        | Oberhof 1931 | Innsbruck 1933 | Vysoke Tatry 1935 |
| -------------------- | -------------------- | ------------- | ---------------- | ------------ | -------------- | ----------------- |
| Combiné nordique     | Combiné nordique     | -             | Abandon          | 21e          | Argent         | ?                 |
| Saut à ski           | Saut à ski           | -             | Entre 76e et 81e | 21e          | 60e            | 16e               |
| Patrouille militaire | Patrouille militaire | 4e            | Bronze           | -            | -              | -                 |
| Ski de fond          | 18 km                | -             | Non partant      | 12e          | 7e             | -                 |
| Ski de fond          | 50 km                | -             | -                | 7e           | -              | -                 |
| Ski de fond          | Relais 4 × 10 km     | -             | -                | -            | Argent         | 5e                |

### Jeux olympiques d'hiver
- Jeux olympiques d'hiver de 1932 à Lake Placid
  - 6e en combiné nordique
  - 10e en 50 kilomètres hommes (ski de fond)
  - 16e en 18 kilomètres hommes (ski de fond)
  - 21e en saut à ski

## Hommage
Il est membre du Hall of Fame de la fédération tchèque de ski.